# Sophie Herfort
Sophie Herfort, née le 2 mai 1977 à Mantes-la-Jolie, est une romancière et essayiste française. Elle est notamment connue pour son essai paru en 2007 consacré à Jack l'Éventreur, dans lequel elle affirme que le tueur en série (dont l'identité est restée une énigme de l'Histoire) serait Sir Melville Macnaghten, devenu par la suite chef du département d'enquêtes criminelles de Scotland Yard.
D'une manière générale, l'autrice se passionne pour la criminologie et cherche à résoudre de grandes énigmes identitaires : après avoir cherché l'identité de Jack l'Éventreur, elle a publié en 2011 un essai cherchant à établir l'identité du modèle ayant permis à Léonard de Vinci de peindre La Joconde. Son premier roman, Club (2008), est quant à lui lié à la thématique du crime organisé.
Les thèses mises en avant par Sophie Herfort dans ses essais sont diversement appréciées, notamment pour leur aspect volontairement « polémique » (Jack l'Éventreur serait un très haut fonctionnaire de Scotland Yard, le modèle de La Joconde serait un amant du peintre). Certaines preuves avancées par l'autrice sont fortement critiquées par des historiens, notamment par Bernard Oudin. 
Sophie Herfort a par ailleurs reçu en 2011 le prix de l'histoire du Guesclin (prix spécial de la Mairie du 8e arrondissement de Paris), un titre honorifique obtenu pour son ouvrage Le Jocond, paru aux éditions Michel Lafon.

## Biographie
Sophie Herfort est diplômée en philosophie (licence à l'université Paris-VIII), docteur ès sciences de l'art et « formée à la psychopédagogie et à la neuropsychiatrie ».
Dans son ouvrage Jack L'Éventreur démasqué (2007), elle explique avoir commencé à s'intéresser à l'affaire « Jack l'Éventreur » à l'âge de onze ans (1988) en voyant un téléfilm réalisé par David Wickes intitulé Jack l'Éventreur, consacré aux meurtres de Whitechapel,.

## Ouvrages
Essais historiques
- Jack L'Éventreur démasqué, Paris, Tallandier, 2020, 320 p. (EAN 979-1-02104-441-8), réédition Points Seuil, 2008
- Le Jocond - Qui était vraiment Mona Lisa ?, éditions Michel Lafon, 2011
- Les dossiers brûlants de l'Hôtel-Dieu, éditions Dorval, 2012
- Louis II de Bavière et Wagner : une passion interdite ?, éditions France Empire, 2013

Romans
- Club, éditions Galodé - co. éd. Cherche-Midi, 2008
- Tom Cool, éditions Terriciae, 2010
- Jack l'Éventreur, Scotland Yard savait (adaptation de Jack L'Éventreur démasqué sous forme de comédie dramatique / pièce écrite pour le théâtre), Dorval éditions, 2012
- Lily Corvett, Dorval éditions, 2012